# Hans-Dieter Mangold
Hans-Dieter Mangold (* 22. Juni 1962) ist ein ehemaliger deutscher Fußballspieler.

## Karriere
Mangold entstammte dem DSC Wanne-Eickel. Nach seinem Wechsel zum FC Schalke 04 kam er dort zu zwei Einsätzen in der Bundesliga. In der Saison 1980/81 absolvierte er zwei Spiele unter Trainer Fahrudin Jusufi. Der Angreifer gab sein Debüt bei der 1:5-Niederlage gegen den FC Bayern München, als er in der 79. Spielminute für Wolfram Wuttke eingewechselt wurde.
Nach dem Abstieg der Schalker in die 2. Bundesliga verließ Mangold den Verein. Später spielte er noch für den Wuppertaler SV und die SpVgg Erkenschwick.